# Emmett Williams
Emmett Williams (Greenville, South Carolina, 4 april 1925 – Berlijn, 14 februari 2007) was een Amerikaanse dichter, performancekunstenaar en medeoprichter van de Fluxusbeweging. Hij was de laatste jaren president van het Internationale Künstlermuseum in Łódź.
Tot zijn belangrijkste werk wordt gerekend de in 1966 gepubliceerde erotische dichtbundel „Sweethearts“, waarvan het omslag door Marcel Duchamp werd vormgegeven. In 1992 publiceerde hij het autobiografische werk My Life in Flux – and Vice Versa. In 1996 werd hij voor zijn levenswerk bekroond met de Hannah Höch-prijs.
Emmett Williams groeide op in Virginia en woonde in Europa van 1949 tot 1966. Hij studeerde poëzie bij John Crowe Ransom op het Kenyon College en studeerde antropologie op de Universiteit van Parijs. Hij werkte als assistent van de etnoloog Paul Radin in Zwitserland.
Als kunstenaar en dichter werkte hij van 1957 tot 1959 samen met Daniel Spoerri in de kring van Concrete Poëzie in Darmstadt. In de jaren zestig was hij de Europese coördinator van Fluxus en medeoprichter van Domaine Poetique in Parijs.
Zijn essays over theater werden gepubliceerd in o.a. Das Neue Forum, Berner Blatter en Ulmer Theater. Williams vertaalde en herinterpreteerde Daniel Spoerri's Topographie Anecdotee du Hasard (An Anecdoted Topography of Chance), en hij werkte samen met
Claes Oldenburg aan Store Days, en bewerkte An Anthology of Concrete Poetry, die alle werden uitgegeven door de Something Else Press (van de Fluxus kunstenaar Dick Higgins in New York en Vermont).
Zijn levenspartner was de kunstenares Ann Noel. Emmett Williams werd 81 jaar oud.